# 日野ミッドナイトグラフィティ 走れ!歌謡曲
『日野ミッドナイトグラフィティ 走れ!歌謡曲』（ひのミッドナイトグラフィティ はしれかようきょく）は、1968年11月19日からNRN加盟局の一部で放送されていたラジオ番組。深夜生放送の帯番組であった。
TBSラジオ『いすゞ歌うヘッドライト〜コックピットのあなたへ〜』と人気を二分し、「深夜ドライバーのオアシス」と称された。
日野自動車のスポンサー撤退により、2021年3月27日をもって放送終了。文化放送では2024年度から、ノンスポンサーで『ミッドナイトグラフィティ 走れ!歌謡曲』というタイトルでの「復活放送」を実施している。

## 概要
長距離輸送を担う深夜運行のトラック運転手を対象にした番組であるが、演歌・歌謡曲が中心に流れるため、これらのファンが多いサラリーマン・中高年齢層も対象であった。
放送時間は番組開始から2006年4月2日までは火曜から日曜の3時 - 5時（月曜から土曜深夜）、2006年4月4日から番組終了までは火曜から土曜の3時 - 5時（月曜から金曜深夜）。放送上や実際の時間軸上では早朝番組扱いとなっているが、番組表上は前日の深夜番組扱いとなっている。番組開始から1991年3月まで、オープニングのアナウンスメントは「深夜の国道を歌と話題で綴る……」と述べていた。
スポンサーは日野自動車の一社提供。2020年9月29日から番組終了までの半年間は文化放送以外のネット局の提供は廃止。文化放送では3時台のみの提供となった）。
深夜から早朝にかけて働く長距離運行トラック及び夜行高速バスの運転手（日野ファミリー）をメインターゲットに据えて、演歌を中心とした音楽のリクエストに応え、最新の曲が流れることも少なくなかった。
TBSラジオが同様のコンセプトで、1974年から2001年まで「いすゞ歌うヘッドライト〜コックピットのあなたへ〜」を放送した。ネット局はNRN単独局のうち、東名阪3局ネット だった本番組に対し、JRN系列の「ヘッドライト」のほうが多かったが、放送時間の縮小を経て、先に終了した。日野自動車は元来、いすゞ自動車の前身であるヂーゼル自動車工業の日野工場が分離独立した同門企業であり、その後は両社のバス事業において、合弁会社ジェイ・バスを設立して再び共働することになる。
当初は週刊誌等に「演歌専門番組」と紹介されるほどに、ほぼ全編演歌しか流さず、スタンダード・ナンバーから新譜、有名歌手から無名歌手まで演歌の見本市的な番組であったが、1990年頃から日曜日を中心にJ-POPを含めた歌謡曲全般がかかるようになる。入れ替わるように「ヘッドライト」はJ-POPと演歌を満遍なくかけていたジャンルを演歌に絞り込んだ。声優がパーソナリティを担当する場合はアニメソングが流れるケースもある。
番組の開始から1991年3月までは、『日野ダイナミックスコープ 走れ!歌謡曲』というタイトルを使用。翌4月から『日野ミッドナイトグラフィティ 走れ!歌謡曲』に改題した。サブタイトルは番組開始から1991年3月までは「日野ダイナミックスコープ」、1991年4月から番組終了までは「日野ミッドナイトグラフィティ」であった。

### 番組終了
2019年10月1日より、文化放送以外のフルネット4局（東海ラジオ・ラジオ大阪・中国放送・北日本放送）は日野自動車のCM枠が4時台のみに縮小。3時台のCMは各局別もしくはACジャパンのCM、フィラー音楽が流れる様になった。3時台のみのネット局である静岡放送と福井放送は3時台に日野自動車のCMを引き続き放送する一方で、3時台終了時の飛び降り方法を変更した。
2020年9月29日より、地方ネット局の提供は全廃され、文化放送でも3時台冒頭のみと大幅縮小された。北日本放送と静岡放送がネットを終了、東海ラジオがフルネットから、4時30分飛び降りと放送時間を変更。これにともない、天気予報後の放送局読み上げを廃止。3時台終了時の飛び降り方法が2019年9月までの形式に戻した。
2020年11月19日、番組開始記念日に2021年3月27日（26日深夜）をもっての放送終了が発表された。スポーツニッポンの取材に対し、文化放送は「視聴者の聴取形態が変わり、一つの役割を終えました」とコメントした。
文化放送幹部が週刊新潮にて、日野自動車のスポンサー撤退が番組終了理由であることを明かし、日野自動車も「ドライバーの嗜好性の変化、スマホの普及などを総合的に勘案して判断しました」とこれを認めている。
番組は3月27日をもって放送終了。「日野ダイナミックスコープ」時代から続いた番組は53年の歴史に幕を降ろした。同時に日野自動車はラジオ番組の提供から撤退した。

## 出演者
当初は文化放送のアナウンサー、フリーアナウンサーが出演していたが、1980年に川中美幸が出演して以来、週1回程度演歌歌手がパーソナリティを務め、以後は松原のぶえ・村上幸子・坂本冬美・香西かおり・城之内早苗・大石円（まどか）・Gパン娘。（上杉香緒里、水田竜子、渡辺ひろ美（後の鹿島ひろ美））・市川由紀乃・大黒裕貴・南かなこ・杜このみが担当してきた。コーナー担当としては田川寿美・多岐川舞子・瀬口侑希・井上由美子も出演。

### 歴代パーソナリティ一覧表
出典は。人名の後ろに「*」の人物は当時のQRアナウンサー
| 期間    | 期間   | 火曜日      | 水曜日     | 木曜日                      | 金曜日     | 土曜日     | 日曜日        |
| ------- | ------ | ----------- | ---------- | --------------------------- | ---------- | ---------- | ------------- |
| 1968.11 | 1969.3 | 兼田みえ子  | 美川玲子   | 成田敦子*                   | 夏杏子     | 西条ゆり子 | 長野悦子      |
| 1969.4  | 1971.3 | 兼田みえ子  | 美川玲子   | 成田敦子*                   | 長野悦子   | 西条ゆり子 | 落合恵子*     |
| 1971.4  | 1972.3 | 高橋小枝子* | 美川玲子   | 佐竹佐恵子                  | 長野悦子   | 西条ゆり子 | 兼田みえ子    |
| 1972.4  | 1973.3 | 高橋小枝子* | 美川玲子   | いぬいみずえ*               | 長野悦子   | 西条ゆり子 | 兼田みえ子    |
| 1973.4  | 1975.3 | 丹羽たか子* | 美川玲子   | いぬいみずえ*               | 長野悦子   | 西条ゆり子 | 兼田みえ子    |
| 1975.4  | 1978.3 | 丹羽たか子* | 美川玲子   | いぬいみずえ*               | 兼田みえ子 | 西条ゆり子 | 佐々木なほ子* |
| 1978.4  | 1979.3 | 長谷由子    | 渡辺恭子   | 竹谷英子                    | きうち玲子 | 山加朱美   | 平野文        |
| 1979.4  | 1980.3 | 河野ひろ子  | きうち玲子 | 竹谷英子                    | 山沢じゅん | 山加朱美   | 平野文        |
| 1980.4  | 1981.3 | 平野文      | 河野ひろ子 | 筒井たか子                  | 山沢じゅん | 山加朱美   | 川中美幸      |
| 1981.4  | 1982.3 | 筒井たか子  | 河野ひろ子 | 川中美幸                    | 山沢じゅん | 山加朱美   | 細野早苗      |
| 1982.4  | 1984.3 | 筒井たか子  | 金子ひとみ | 松原のぶえ                  | 山沢じゅん | 山加朱美   | 細野早苗      |
| 1984.4  | 1986.3 | 紀平真理    | 金子ひとみ | 松原のぶえ                  | 鈴木淑子   | 山加朱美   | 細野早苗      |
| 1986.4  | 1987.3 | 紀平真理    | 金子ひとみ | 村上幸子                    | 鈴木淑子   | 細野早苗   | 村上麻衣子    |
| 1987.4  | 1988.3 | 紀平真理    | 金子ひとみ | 村上幸子                    | 水井久美   | 小池可奈   | 村上麻衣子    |
| 1988.4  | 1989.3 | 紀平真理    | 金子ひとみ | 村上幸子                    | 水井久美   | 小池可奈   | 芝尚子        |
| 1989.4  | 1990.3 | 戸田恵子    | 坂本冬美   | 早加奈央                    | 水井久美   | 小池可奈   | 芝尚子        |
| 1990.4  | 1991.3 | 神田陽子    | 香西かおり | 早加奈央                    | 水井久美   | 山藤芳子   | 相馬宏美      |
| 1991.4  | 1992.3 | 神田陽子    | 香西かおり | 水谷加奈*                   | 水井久美   | 内海みゆき | 田中義剛      |
| 1992.4  | 1992.9 | 神田陽子    | 水谷加奈*  | 城之内早苗                  | 水井久美   | 内海みゆき | ナース井手    |
| 1992.10 | 1993.3 | 神田紫      | 水谷加奈*  | 城之内早苗                  | 水井久美   | 寺瀬めぐみ | ナース井手    |
| 1993.4  | 1993.9 | 神田紫      | 小向真里子 | 城之内早苗                  | 水井久美   | 寺瀬めぐみ | 白沢みき      |
| 1993.10 | 1994.3 | 神田紫      | 小池可奈   | 城之内早苗                  | 水井久美   | 寺瀬めぐみ | 白沢みき      |
| 1994.4  | 1994.9 | 白沢みき    | 小池可奈   | 城之内早苗                  | 水井久美   | 寺瀬めぐみ | 冨永みーな    |
| 1994.10 | 1995.3 | 白沢みき    | 小池可奈   | 城之内早苗                  | 丘野桃子   | 寺瀬めぐみ | 冨永みーな    |
| 1995.4  | 1996.3 | 尾崎由美    | 小池可奈   | 城之内早苗                  | 丘野桃子   | 寺瀬めぐみ | 冨永みーな    |
| 1996.4  | 1997.3 | 大鹿貞子    | 小池可奈   | 尾崎由美                    | 大石円     | 寺瀬めぐみ | 冨永みーな    |
| 1997.4  | 1997.9 | 寺瀬めぐみ  | 小池可奈   | 尾崎由美                    | 大石円     | 宮内理恵   | 渋谷琴乃      |
| 1997.10 | 1998.9 | 新山志保    | 小池可奈   | 尾崎由美                    | 大石円     | 宮内理恵   | 渋谷琴乃      |
| 1998.10 | 1999.3 | 内山久美子  | 小池可奈   | 尾崎由美                    | 大石円     | 宮内理恵   | 渋谷琴乃      |
| 1999.4  | 2000.3 | 内山久美子  | 小池可奈   | 尾崎由美                    | 大石円     | 宮内理恵   | 松坂順子      |
| 2000.4  | 2001.3 | 内山久美子  | 小池可奈   | 尾崎由美                    | Gパン娘    | 宮内理恵   | 松坂順子      |
| 2001.4  | 2002.3 | 中尾美穂    | 小池可奈   | 市川由紀乃                  | Gパン娘    | 尾崎由美   | 松坂順子      |
| 2002.4  | 2002.9 | 中尾美穂    | 小池可奈   | マンスリー・ パーソナリティ | Gパン娘    | 尾崎由美   | 松坂順子      |
| 2002.10 | 2003.3 | 中尾美穂    | 小池可奈   | 鈴木純子*                   | Gパン娘    | 尾崎由美   | 松坂順子      |
| 2003.4  | 2006.3 | 中尾美穂    | 岩波理恵   | 大黒裕貴                    | 南かなこ   | 小池可奈   | 鈴木純子*     |
| 2006.4  | 2007.3 | 鈴木純子*   | 岩波理恵   | 中尾美穂                    | 南かなこ   | 小池可奈   | （終了）      |
| 2007.4  | 2008.3 | 井上由美子  | 岩波理恵   | 中尾美穂                    | 南かなこ   | 小池可奈   | （終了）      |
| 2008.4  | 2010.3 | 井上由美子  | 岩波理恵   | あさみちゆき                | 中尾美穂   | 小池可奈   | （終了）      |
| 2010.4  | 2011.2 | 松井陽子    | 小池可奈   | 井上由美子                  | 柚月美穂   | 小林奈々絵 | （終了）      |
| 2011.3  | 2014.3 | 伊藤美裕    | 小池可奈   | 井上由美子                  | 柚月美穂   | 小林奈々絵 | （終了）      |
| 2014.4  | 2015.3 | 山田真以    | 小池可奈   | 杜このみ                    | 神谷美伽   | 小林奈々絵 | （終了）      |
| 2015.4  | 2016.9 | 山田真以    | 小池可奈   | 杜このみ                    | 遠海まりこ | 小林奈々絵 | （終了）      |
| 2016.10 | 2017.5 | 山田真以    | 室照美     | 杜このみ                    | 遠海まりこ | 小林奈々絵 | （終了）      |
| 2017.6  | 2018.9 | 山田真以    | 室照美     | 佐藤千晶                    | 遠海まりこ | 小林奈々絵 | （終了）      |
| 2018.10 | 2019.2 | 山田真以    | 五戸美樹   | 佐藤千晶                    | 遠海まりこ | 小林奈々絵 | （終了）      |
| 2019.3  | 2019.9 | 仁科美咲    | 五戸美樹   | 佐藤千晶                    | 遠海まりこ | 小林奈々絵 | （終了）      |
| 2019.10 | 2021.3 | 仁科美咲    | 五戸美樹   | 佐藤千晶                    | 福井セリナ | 千本木彩花 | （終了）      |

マンスリー・パーソナリティ
2002年4月から9月には番組開始35周年記念企画と題して毎週木曜日（水曜日深夜）に「マンスリー・パーソナリティ」として、過去に担当したパーソナリティが1ヵ月ごとの交代出演で番組を担当した。
- 4月　水井久美
- 5月　神田陽子
- 6月　大石まどか
- 7月　寺瀬今日子
- 8月　金子ひとみ
- 9月　鈴木淑子

番組開始40周年記念スペシャル パーソナリティ
番組開始から40年目を迎えた2007年11月は番組開始40周年記念企画と題して、11月19日深夜から5日間、過去に同番組を担当したパーソナリティが日替わりで出演。出演当時の思い出を語ったり、放送開始からの39年間を当時の楽曲と出来事などで振り返ったりした。
- 11月20日（19日深夜）　大石まどか
- 11月21日（20日深夜）　紀平真理
- 11月22日（21日深夜）　筒井たか子
- 11月23日（22日深夜）　松原のぶえ
- 11月24日（23日深夜）　尾崎由美

番組開始50周年記念スペシャル パーソナリティ
番組開始から50年目を迎えた2018年は番組開始50周年記念企画と題して、毎月1回に有名芸能人がスペシャルパーソナリティを担当した。
- 1月30日（29日月曜深夜）　磯山さやか
- 2月27日（26日月曜深夜）　島崎和歌子
- 3月30日（29日木曜深夜）　はるな愛
- 4月28日（27日金曜深夜）　中村静香
- 5月31日（30日水曜深夜）　豊田萌絵
- 6月27日（26日火曜深夜）　平野ノラ
- 7月28日（27日金曜深夜）　雛形あきこ
- 8月31日（30日木曜深夜）　吉木りさ
- 9月25日（24日月曜深夜）　須田亜香里（SKE48）
- 10月25日（24日水曜深夜）　水樹奈々
- 11月28日（27日火曜深夜）　柏木由紀（AKB48）

卒業生パーソナリティによる復活生放送
2021年3月の番組終了に向けた特別企画シリーズ「あなたとゴールへ～ありがとう　走れ!歌謡曲」の第1弾として、2020年11月下旬から12月中旬まで、以下のパーソナリティ経験者を迎えて5回にわたって実施。
- 11月28日（27日金曜深夜）　　室照美（担当期間中にドライバーからの人気が最も高かったパーソナリティ）
- 12月1日（11月30日月曜深夜） 中尾美穂（同上）
- 12月4日（3日木曜深夜）　　　鈴木純子（文化放送の現職アナウンサーとしては歴代最後のパーソナリティ）
- 12月9日（8日火曜深夜）　　　小林奈々絵（一般公募から採用された唯一のパーソナリティ）
- 12月17日（16日水曜深夜）　　小池可奈（昭和から平成時代を通じて担当期間が最も長かったパーソナリティ）

## 番組内容

### 交通情報・天気予報
2005年4月以降は、3時20分ごろに交通情報と天気予報、4時3分ごろに交通情報を放送している。この時のジングルは、文化放送で使用しているものが、そのまま全国送出されている。2015年12月5日までは交通情報は「No regret／スティーヴ・バラカット」、天気予報は「I'm sorry／スティーヴ・バラカット」を使用していたが12月8日分より文化放送で汎用されている新しいステーション・ソングのアレンジ版がそのまま使用されている。
突発の事故・事件が入った場合、また台風接近・地震発生時は、スタジオに文化放送報道部（現・報道制作部）のデスクもしくはキャスターが入り、詳細を伝えることがある。
交通情報は「主なハイウェイ情報」として、日本道路交通情報センターが各情報の10分前までにまとめたものを読み上げている。天気予報は、日本気象協会の協力で、全国の天気概況と番組ネット局（東京・愛知・福井・大阪・広島）と札幌・仙台・新潟・富山・静岡・福岡・那覇の天気と気温・降水確率を読み上げている。（過去には高知の天気も読み上げていた。また静岡・富山は当該エリアのネット局がネットを終了して以後も読み上げている。）
この番組での交通情報は、1991年以前は3時台、4時台に放送していたが、1991年から2005年3月以前は、交通情報は3時台のみだった。
以前は3時台にニュース・3時台と4時台にスポーツニュース を放送したこともあった。
2001年9月12日、日本時間で前日にアメリカ同時多発テロ事件が発生した際は放送を休止し、報道特番として放送した。さらに、東日本大震災が発生した翌日の2011年3月12日も休止し、報道特番となった。
交通情報と天気予報は、通常担当パーソナリティが伝えるが、杜このみが担当していた放送では、フリーアナウンサーの須藤悟（元FM青森アナウンサー）が交通情報と天気予報を伝えていた。

### 企画コーナー
- 1980年代には、当時のネット局である東海ラジオ、ラジオ大阪と中継を結び、地域の話題をレポートするコーナーがあった。1991年の春改編まで行われていた。
- ドライブインレポート（1990年代まで主に実施）

各パーソナリティーや番組縁の歌手が全国各地の高速道路のドライブインやパーキングエリア、また各地の日野自動車販売店・支店などを訪れてその地域の特性豊かな情報を届けるとともにインタビューを受けたドライブインなどのスタッフの方からのリクエスト音楽をかけていた。2000年代以降から徐々に実施されなくなっていった。
- ドラパラ（放送全曜日3:30ごろ　2005年5月スタート）

タイトルは「ドライバーズ・パラダイス」の略。内容は週ごとによって異なるが、番組のリスナーへの役に立つ情報や豆知識、番組推薦の新譜情報、また番組を聴いているドライバーからのリクエスト音楽や伝言メッセージの紹介、ドライブイン情報やそれに関連したクイズなどを放送している。なお2013年11月12日から12月7日までは『あさひるばん　ビギニング』をこの時間に編成。放送日のパーソナリティが、本編（5分間）の前後にストーリーや設定を紹介していた。
- パーソナリティ企画（放送全曜日）

各曜日ごとにパーソナリティーの個性を活かした様々な企画を展開している。代表的なものには以下のものが挙げられる。
- - 生歌コーナー（Gパン娘、大黒）
  - 歌声喫茶「四ツ谷あかつき」（岩波、瀬口=隔週）
    - 2006年7月の新社屋移転にともない「浜松町あかつき」に変更。

  - 究極のエンタ道（南かなこ）
    - 毎週1組のアーティスト等をピックアップし、エピソードとともに紹介するコーナー。

  - 新譜ダイジェスト（小池　毎月1回・第1、または第2土曜日）
    - 基本的には、新聞番組表掲載上の曜日で第1金曜日深夜に相当する日に行うため、1日が土曜日となった場合は8日未明（7日深夜）に放送するかたちとなる
    - 現在は「ドラパラ」内で毎月第1週目の各曜日毎に2曲〜4曲の割合で放送している

  - ちゆきのポロロン宝石箱（あさみ）

あさみちゆきに影響を与えた詩人や童話作家の作品を、彼女自身の朗読で届けるコーナー
  - いつでも青春！探検隊（あさみ　毎月最終木曜日）

毎月異なるテーマをリスナーから募集し、紹介していくコーナー。「走れ歌謡曲」・雑誌「歌の手帖」・テイチクエンタテインメントによる連動企画。
  - ラジオドラマ

「男と女歌謡人生模様」（新山→内山、大黒=隔週）
「サタデーロマン→歌謡ロマン」（寺瀬　当初は毎週、のちに隔週）
「演歌の風景」（寺瀬　隔週）
「連続ドラマ」（大石）
「宮内理恵のひとりごと」
「大阪ラジオ芝居」（井上）
「ものまねショートドラマ」（伊藤） - 伊藤美裕が、『サザエさん』『巨人の星』『魔法使いサリー』『ドラえもん』『ムーミン』『仮面ライダー』といったアニメ作品や特撮ドラマ作品の登場キャラクターの物真似をショートドラマ形式で披露する。
「連続ショートドラマ」（柚月）
  - ZUN子シリーズ（鈴木純子）

「気象予報士ZUN子のお悩み相談」
「ZUN子先生の恋愛ホームルーム」
「実況ゲーム」
  - 岩本勉のプロ野球＋日本人メジャー予想＆公表トーク

その年のプロ野球両リーグと大リーグの予想をトークする。

## 番組テーマ曲
番組テーマ曲は口笛ジャックの「口笛天国」。
1991年のサブタイトル変更時から2002年10月6日放送分までは、ポール・モーリア・グランドオーケストラ「（青春に乾杯）」が用いられたが、2002年10月6日以降は再び「口笛天国」が使われた。エンディングには2019年10月改編以降からYuM「とき」のインスト版を用いている。ただ、生放送の「目指せ○○曲!オールリクエストウィーク」や、前年12月下旬に事前収録して放送する年始編成などの場合は、時間調整などのため「青春に乾杯」がエンディングテーマに用いられる場合があった。「とき」がエンディングテーマに採用されてからは、事前収録日のエンディングも「とき」が使用された。

## ネット局
| 放送対象地域                         | 放送局            | 放送時間                | 放送期間                       | 備考 |
| ------------------------------------ | ----------------- | ----------------------- | ------------------------------ | --- |
| 関東広域圏                           | 文化放送（QR）    | 火 - 土曜日 3:00 - 5:00 | 1968年11月19日 - 2021年3月27日 | |
| 近畿広域圏                           | ラジオ大阪（OBC） | 火 - 土曜日 3:00 - 5:00 | 1969年5月6日 - 2021年3月27日   | |
| 広島県                               | 中国放送（RCC）   | 火 - 土曜日 3:00 - 5:00 | 1976年12月7日 - 2021年3月27日  | |
| 中京広域圏                           | 東海ラジオ（SF）  | 火 - 土曜日 3:00 - 4:30 | 1968年11月19日 - 2021年3月27日 | 放送開始 - 2020年9月26日まではフルネット。2021年3月27日の最終回放送は臨時フルネット。                   |
| 福井県                               | 福井放送（FBC）   | 火 - 土曜日 3:00 - 4:00 | 2007年4月3日 - 2021年3月26日   | 2021年3月27日の最終回は番組送信トラブルにより放送されず、この日は放送時間中、フィラー音楽が流れ続けた。 |
| 番組終了以前にネットを終了した放送局 |                   |                         |                                | |
| 富山県                               | 北日本放送（KNB） | 火 - 土曜日 3:00 - 5:00 | 1989年1月3日 - 2020年9月26日   | 2020年9月29日からはニッポン放送 オールナイトニッポン0（ZERO）/上柳昌彦 あさぼらけに転換。               |
| 静岡県                               | 静岡放送（SBS）   | 火 - 土曜日 3:00 - 4:00 | 2003年4月1日 - 2020年9月26日   | 2020年9月29日からはTBSラジオ CITY CHILL CLUBに転換。                                                    |

### 地域局ごとのネット調整
- 2000年12月から2006年3月まで、BSデジタルラジオ・BSQR489で日曜（土曜深夜）以外の放送のディレイ放送が、平日19時から21時までの時間帯に行われていた。
- 日曜日の放送が廃止されてから、NRN単独の文化放送、東海ラジオ、ラジオ大阪はそれぞれ2時間とも自社制作に、またクロスネットの北日本放送、静岡放送、中国放送はそれぞれTBSラジオからのネット受けに切り替えられた。2013年3月のTBSラジオ番組終了後中国放送は自社制作番組の再放送へ切り替えた。なお、北日本放送は放送休止枠を設けている（2014年10月から2015年3月までは放送休止枠が無かった）。
- 中国放送は1976年の放送開始から終了時まで中国、四国、九州地方の放送局の中で唯一のネット局であった。
- 静岡放送は2003年4月1日放送分から、福井放送は2007年4月3日放送分から、それぞれ3時から4時までの1時間に限りネットを開始した。なお2社ともにこの番組のネット開始前までは、JRNの同時刻の番組を同時またはテープネットで放送していた（静岡放送は『JUNK』（TBSラジオの0時台）終了まで、福井放送は『JUNK2』放送途中の2007年3月まで）。
- 静岡放送は“日曜版”のみ2006年3月の放送終了まで2時間フルネットしていた[注 10] 。

### ラジオ大阪での放送
- 東海ラジオとともに、文化放送のネット受けを放送開始当初より行っており、キー局と同様に、火曜から土曜3:00 - 5:00（月曜から金曜の深夜）に放送していた。
- 1995年1月17日に発生した阪神・淡路大震災のため21日より22日まで文化放送及びスポンサーの了解のもと、ラジオ大阪のみ「がんばれ!神戸」に差し替えていた[8][9]。このときのパーソナリティは当番組のOGである紀平真理であった。
- 2001年10月2日未明より2013年3月31日まで、ラジオ大阪では首都圏や東海3県では裏番組となっていたTBSラジオ制作、創価学会提供の「あなたへモーニングコール」（通称あなモニ）を、他のネット局より1時間遅れ（全曜日 5:00 - 6:00）で当番組に続けて放送していた[注 11]。
- 道路交通情報の自主編成を全曜日で一斉に取り止めた2019年4月改編以降も、当番組内の交通情報については、文化放送発で放送を続けている。

### 地方局の飛び降り
- 福井放送は4時で飛び降り、TBSラジオ『CITY CHILL CLUB』を、東海ラジオは4時30分飛び降りでラジオショッピング番組のコンプレックス枠『早起きエール!』を放送している。 また2020年9月にネットを終了した静岡放送も上記の通り日曜版を除き4時飛び降りだった。なお、最終回については、東海ラジオはフルネットで放送、福井放送では3時台のみの放送予定だったが、番組送信トラブルにより最終回の放送は放送休止となった。
- 2局とも飛び降り時間付近で曲を流し、その途中でフェードアウトして飛び降りする。
- 2019年10月から2020年9月は、3時59分で静岡放送・福井放送を含め全ネット局が1分のCM[注 12] に入り4時の時報となっていた[注 13]。

## 年始の特別編成
2003年まで毎年1月1日の放送は全曜日パーソナリティーと番組に縁の深い歌手・レコード会社・スポンサーの日野自動車の関係者らが総出演し生放送で歌手の歌を披露する特別版として放送されていた。また、関東地区のみこの日だけ2時から放送していた。また、2001年のように元日が月曜日の時はネット局では放送がなかった。

年始（2003年までは1月2日、2004年以降は1月1日から4日ごろまで）放送分は、原則として撮って出し（前年末に予め通常放送時間の118分に合わせて収録したものをそのまま生放送に準じた形式でオンエアする）というかたちで放送された。1月5日（5日が土曜日の場合は翌週火曜の8日）より通常の生放送になる。ただし、2013年は1月5日が土曜日であったものの、翌週火曜の8日よりではなく、5日より通常の生放送となっている。

当該日の放送は録音放送のため、3時台の交通情報と天気予報、4時台の交通情報、スポーツニュース並びに番組内でのメールによるリクエスト告知がない。エンディングが前述のとおり放送時間を調整するため、「青春に乾杯」になっていた時期もあった。2020年と番組最終年の2021年はエンディングは通常通り「とき」だった。

## 番組発のCD・歌手
- 2002年に放送開始35周年を記念した企画として、34年間のヒット曲を収録したアルバム「走れ!!歌謡曲〜プラチナ編〜」「同〜シルバー編〜」を発売した。さらに、このなかから要望の多かった演歌に特化したアルバム「走れ!!歌謡曲・演歌スペシャル編〜あなたの十八番〜」がその後発売された。
- また、番組35周年記念ヴォーカリストオーディションでグランプリを獲得した井上が2003年1月に演歌歌手としてデビューを果たした。その後、毎週火曜日未明のコーナーレギュラーを経て、2006年4月4日早朝放送分から火曜日（のちに木曜日担当にスライド）のメインパーソナリティーとして出演した。
- 2004年11月には「夜明けの惑女。（マドンナ）」と題した4人組のユニット（番組メインパーソナリティーの中尾・岩波・小池・鈴木（純）で結成）が「キツネとタヌキ」で歌手デビューした。また、岩波は、本番組のレギュラーパーソナリティー卒業後の2012年2月に、「こころ、こわれそう」でメジャー歌手としてデビューしている。
- 2007年に放送開始40周年を記念した企画として、過去39年間のヒット曲を収録したアルバム「走れ!歌謡曲〜スーパーデラックス〜」「同〜ベスト・トラックス〜」を発売。前述の「プラチナ編」「シルバー編」同様、筒井・尾崎・小池・紀平の歴代パーソナリティー4人が、放送当時の時代背景や番組の歴史などを織り交ぜながら、番組に寄せられたリクエストの中から最も多く寄せられたリクエスト頻度の高い70曲以上を選曲・収録している。
- 2011年3月8日早朝放送分から火曜日早朝のレギュラーパーソナリティーを担当した伊藤は、本番組のパーソナリティー就任から約1ヶ月半後に「六本木星屑（スターダスト）」で歌手（日本コロムビア創立100周年記念歌謡曲アーティスト）として歌手デビューした。

## 番組終了後の復活イベント
『走れ!歌謡曲』のレギュラー放送終了後も、2022年4月9日（4月8日深夜）から、本番組のスタンスを踏襲した『ヴァイナル・ミュージック～for. EK～大人の歌謡クラブ』を毎週土曜日（金曜深夜）3時から4時45分まで生放送するようになり、週替わりのパーソナリティのうち小林奈々絵が第1金曜深夜、仁科美咲が第2金曜深夜をそれぞれ担当するようになった。
2023年10月29日に東京ビッグサイトで行われた「JAPAN MOBILITY SHOW 2023」における日野自動車の展示ブースで番組の復活イベントが行われ、仁科美咲と井上由美子によるトークショーが行われた。

## 期間限定の復活生放送
文化放送では「特別番組」扱いでの復活生放送を、2024年から半年に1週間のペースで実施している。

### 第1弾（2024年4月）
「オトナのホンネ　文化放送スペシャルウィーク」期間中の4月16日（火曜日未明＝15日深夜） - 4月20日（土曜日未明＝19日深夜）に限ってラジオ大阪との2局ネットで3年振りに放送。文化放送が2024年度の上半期に「トラックドライバー応援キャンペーン」（いわゆる「2024年問題」で物流危機に直面しているトラックドライバーへの応援企画）を展開していることに関連した再開で、ラジオ大阪が常時ネットを実施しているレギュラー番組の放送枠を充てたほか、歴代のパーソナリティから以下の人物が日替わりで出演していた。ただし、5日間を通じてスポンサーを付けなかったため、『ミッドナイトグラフィティ 走れ!歌謡曲』というタイトルで放送。
- 4月16日：仁科美咲
- 4月17日：室照美
- 4月18日：杜このみ
- 4月19日：小林奈々絵
- 4月20日：井上由美子

また、「トラックドライバー応援キャンペーン」アンバサダーの春風亭一蔵（かつて長距離トラックのドライバーだった落語家）からのメッセージ（収録音源）を随時挿入。パーソナリティはレギュラー放送時と同じく、天気予報と「ハイウェイ情報」（主な高速道路における交通情報）を生放送で伝えている。さらに、上記のパーソナリティがレギュラー放送に出演していた時期のジングルの音源も使用。3時台には、レギュラー放送の終了後に開設・改装されたパーキングエリアを紹介する目的で、「ドラパラ」のコーナーを復活させている。
「第1弾」の放送中には、当番組に関連するハッシュタグ（「#走れ歌謡曲」など）が、X（twitter）の日本国内向けハッシュタグランキングで連日上位に入っていた。文化放送によれば、このように「第1弾」への反響が大きかったことが、後述する「第2弾」放送への決め手になったという。

### 第2弾（2024年9月）
「トラックドライバー応援キャンペーン」の最終週に当たる9月24日（火曜日未明＝23日深夜）から28日（土曜日未明＝27日深夜）までの5日間にわたって、ラジオ大阪との2局ネットで生放送。「第1弾」に続いて、『ARTIST FC』と『ヴァイナル・ミュージック～for.EK～大人の歌謡クラブ』の放送枠（3:00 - 4:44）を充てたうえで、『ミッドナイトグラフィティ 走れ!歌謡曲』というタイトルを用いていた。
また、歴代のパーソナリティから以下の人物が日替わりで出演。「第1弾」のパーソナリティからも、仁科・小林・井上が名を連ねていた。
- 9月24日：仁科美咲
- 9月25日：小林奈々絵
- 9月26日：岩波理恵
- 9月27日：小池可奈
- 9月28日：井上由美子
  - オープニングの直後には、レギュラー放送でパーソナリティを務めていた（「第2期」の放送時点で）文化放送の現職アナウンサーから、鈴木純子が出演。『ふられてあげる』（井上の持ち歌の一つ）をサブライズで披露した後に、井上とのクロストークをはさんで、『ふられてあげる』のオリジナル音源を改めて放送していた。さらに、16時台には城之内早苗が電話でサプライズ出演。

「第2弾」の生放送に際しては、放送期間が令和6年 秋の全国交通安全運動週間（9月21日から30日）とも重なることから、上記のパーソナリティが自動車運転中のリスナーに向けて安全運転を啓発。さらに「第1弾」に続いて、天気予報と「ハイウェイ情報」「ドラパラ」を放送した。
その一方で、文化放送とセントラルミュージックの企画・制作によってユーキャンから発売されている『走れ歌謡曲　全集』を「文化放送ショッピング」が「第2弾」の放送初日（9月23日）から10月31日（木曜日）までの期間限定で取り扱うことを受けて、「文化放送ショッピング」経由での注文者（先着順で50名）限定のキャンペーンを独自に展開。該当者に対して、「第2期」のパーソナリティから1名のサイン色紙1枚を『走れ歌謡曲　全集』に同封することが発表されている。この色紙にはパーソナリティが直筆のサインを10枚ずつ入れているが、実際には『走れ歌謡曲　全集』へランダムで封入されるため、「文化放送ショッピング」での注文に際しては特定のパーソナリティの色紙を指定できないようになっている。